# Ausweitung der Kampfzone
Ausweitung der Kampfzone ist ein Roman des französischen Schriftstellers Michel Houellebecq. Er erschien 1994 unter dem Originaltitel Extension du domaine de la lutte. Insgesamt wurde das Buch in über 20 Sprachen übersetzt. Die deutsche Übersetzung von Leopold Federmair folgte 1999. 
Ebenfalls 1999 verfilmte der französische Regisseur Philippe Harel den Roman unter demselben (französischen) Titel. Harel spielte auch die Hauptrolle.
Im Jahr 2000 produzierte der WDR mit Regisseur Martin Zylka das gleichnamige Hörspiel.

## Inhalt
Der namenlose, 30-jährige Ich-Erzähler arbeitet als gut bezahlter Informatiker in einem Pariser Software-Unternehmen. Seine spärlichen und beschränkten sozialen Kontakte ergeben sich nur aus seinem Beruf, die Wochenenden verbringt er in der Regel völlig allein. Seine letzte intime Beziehung zu einer Frau liegt mehr als zwei Jahre zurück.
Er wird von seiner Firma abkommandiert, die Einführungen in eine neue Software für das Landwirtschaftsministerium zu übernehmen. Zusammen mit seinem Kollegen Tisserand muss er dazu drei Reisen in die Provinz unternehmen. Tisserand brüstet sich unentwegt mit Frauengeschichten, die er gar nicht erlebt, weil er furchtbar hässlich ist und alle Frauen die Flucht ergreifen, sobald er in ihre Nähe kommt. Obwohl er sich nach eigenen Angaben mit seinem Gehalt jede Woche eine Prostituierte leisten könnte, hat er noch keinerlei sexuelle Erfahrungen.
In La Roche-sur-Yon, der dritten Station des Teams, dreht der frustrierte Tisserand langsam durch. Der Erzähler bietet ihm an, mit ihm zusammen den Weihnachtsabend in einer Diskothek in Les Sables-d’Olonne zu verbringen; Tisserand willigt ein. Der Erzähler sieht sich eine Weile das aussichtslose Werben Tisserands an. Als dieser sich an ein Mädchen heranmacht, das aussieht wie die Exfreundin des Erzählers, dreht dieser nun seinerseits durch. Doch Tisserand wird ziemlich bald von einem jungen Schwarzen ausgestochen, mit dem das Mädchen wenig später die Disco verlässt.
Der Erzähler überzeugt Tisserand davon, dass dieser niemals das Herz und den Körper einer Frau besitzen wird, aber durch einen Mord immerhin ihr Leben und ihre Seele besitzen kann. Sie fahren dem Pärchen nach, das sich zum Sex an den Strand zurückzieht. Tisserand verfolgt sie mit einem Messer, bringt den Mord dann aber doch nicht über sich. In der Nacht fährt er zurück nach Paris und stirbt bei einem Verkehrsunfall.
Mit dem Erzähler geht es daraufhin auch bergab, er sitzt tagelang nur noch in seiner Wohnung. Nachts hat er Alpträume. Silvester will er im Heimatdorf seiner Eltern in Südfrankreich verbringen. Er kommt bis Lyon, wo er die Nacht im Bahnhof zwischen Junkies und Obdachlosen verbringt. Am nächsten Morgen fährt er zurück nach Paris. Schließlich begibt er sich in psychiatrische Behandlung, wo bei ihm eine Depression diagnostiziert wird. In der letzten Szene des Romans fährt er unter Aufbietung all seiner Kräfte mit dem Fahrrad in den Forst von Mazas, der im Gebirge liegt. Das Ende dieser Reise bleibt offen. In dieser Szene wurden unter anderem Parallelen zu Georg Büchners Lenz gesehen.

## Titel
Der Titel Ausweitung der Kampfzone bezieht sich auf einen Vergleich zwischen Ökonomie und Sexualität, den der Ich-Erzähler zieht:

„In einem völlig liberalen Wirtschaftssystem häufen einige wenige beträchtliche Reichtümer an; andere verkommen in der Arbeitslosigkeit und im Elend. In einem völlig liberalen Sexualsystem haben einige ein abwechslungsreiches und erregendes Sexualleben; andere sind auf Masturbation und Einsamkeit beschränkt. Der Wirtschaftsliberalismus ist die erweiterte Kampfzone, das heißt, er gilt für alle Altersstufen und Gesellschaftsklassen. Ebenso bedeutet der sexuelle Liberalismus die Ausweitung der Kampfzone, ihre Ausdehnung auf alle Altersstufen und Gesellschaftsklassen.“

## Rezeption
Der Roman sorgte bei seinem Erscheinen für großes Aufsehen vor allem in den Feuilletons und etablierte Houellebecqs Ruf als Skandalautor. Besonders die Szene, in der der Ich-Erzähler seinen Kollegen zum Sexualmord auffordert, stand im Mittelpunkt vieler Diskussionen. In Deutschland kam der Roman nicht zuletzt durch eine Besprechung in der Sendung Das Literarische Quartett im Jahr 1999 zu einiger Popularität. Recht bald verlagerte sich das Interesse jedoch schwerpunktmäßig auf den Nachfolgeroman Elementarteilchen, was dazu führte, dass zu Ausweitung der Kampfzone bis heute relativ wenig literaturwissenschaftliche Forschungsarbeiten existieren.
Auffällig an zahlreichen Kritiken des Romans ist ein relativ ungenauer Umgang mit seinem wirklichen Inhalt. Oftmals steht eher das Phänomen Houellebecq im Mittelpunkt des Interesses als die Details der Handlung oder Figurenbeschreibungen. Viele Kritiker neigten dazu, den namenlosen Ich-Erzähler mit dem Autor Michel Houellebecq zu identifizieren, was soweit führte, dass er teilweise als „Michel“ bezeichnet wurde.